# Spoorlijn Borås - Varberg
De spoorlijn Borås - Varberg (Zweeds: Viskadalsbanan) is een spoorlijn in het zuiden van Zweden in de provincies Västra Götalands län en Hallands län. De lijn verbindt de plaatsen Borås en Varberg met elkaar.
De spoorlijn is 84 kilometer lang.

## Afbeeldingen

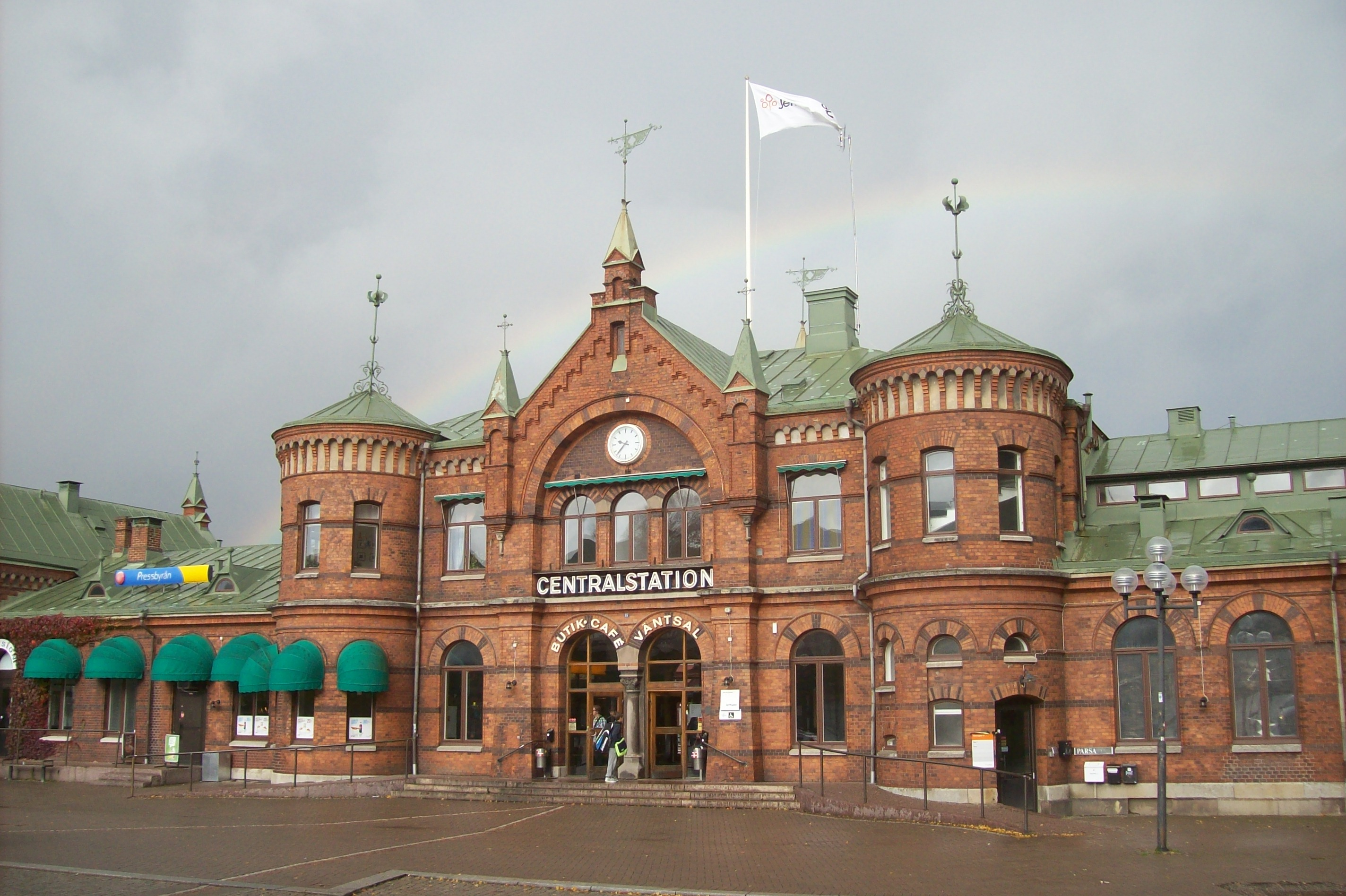
Station Boras
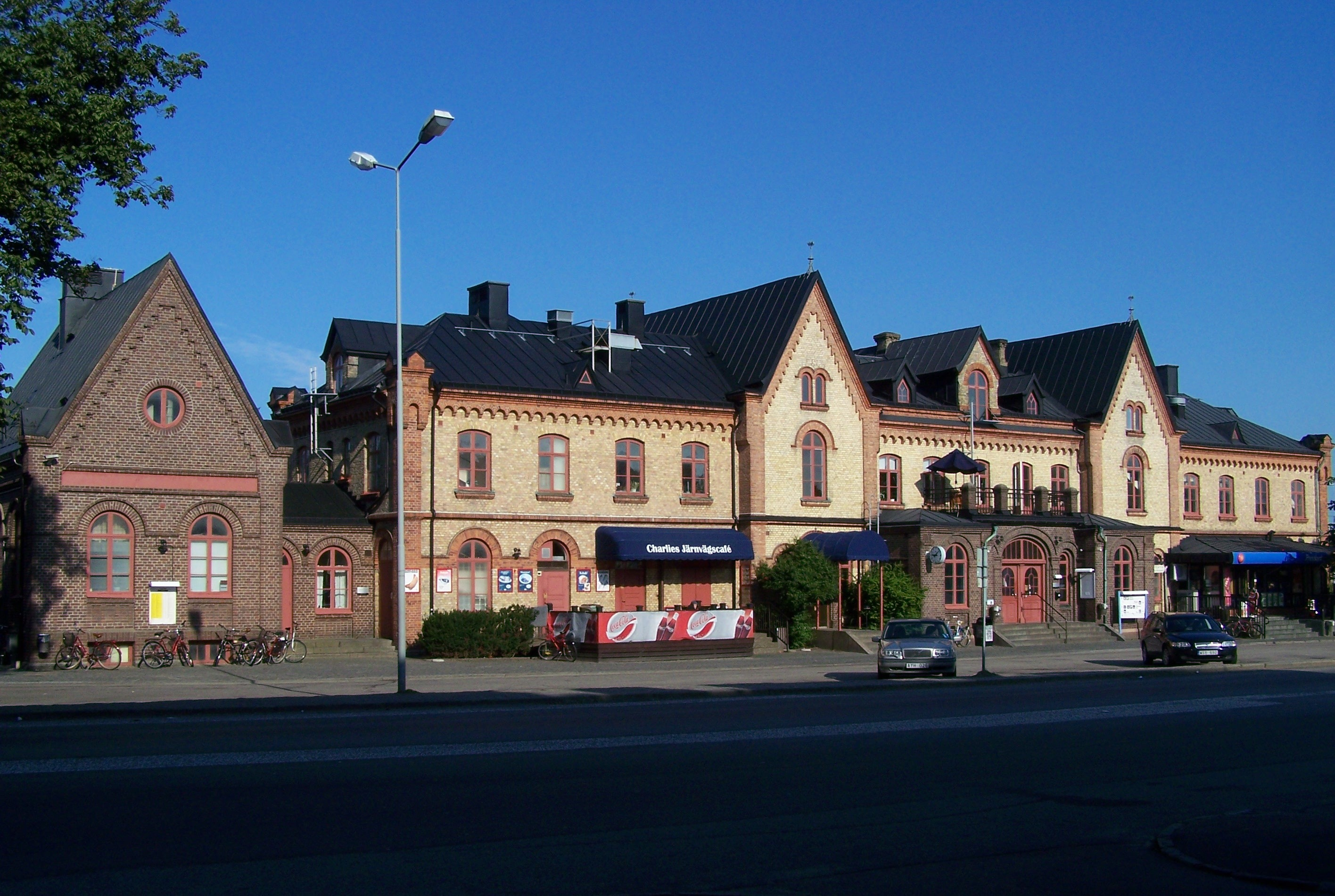
Station Varberg